# Wolf von Baudissin

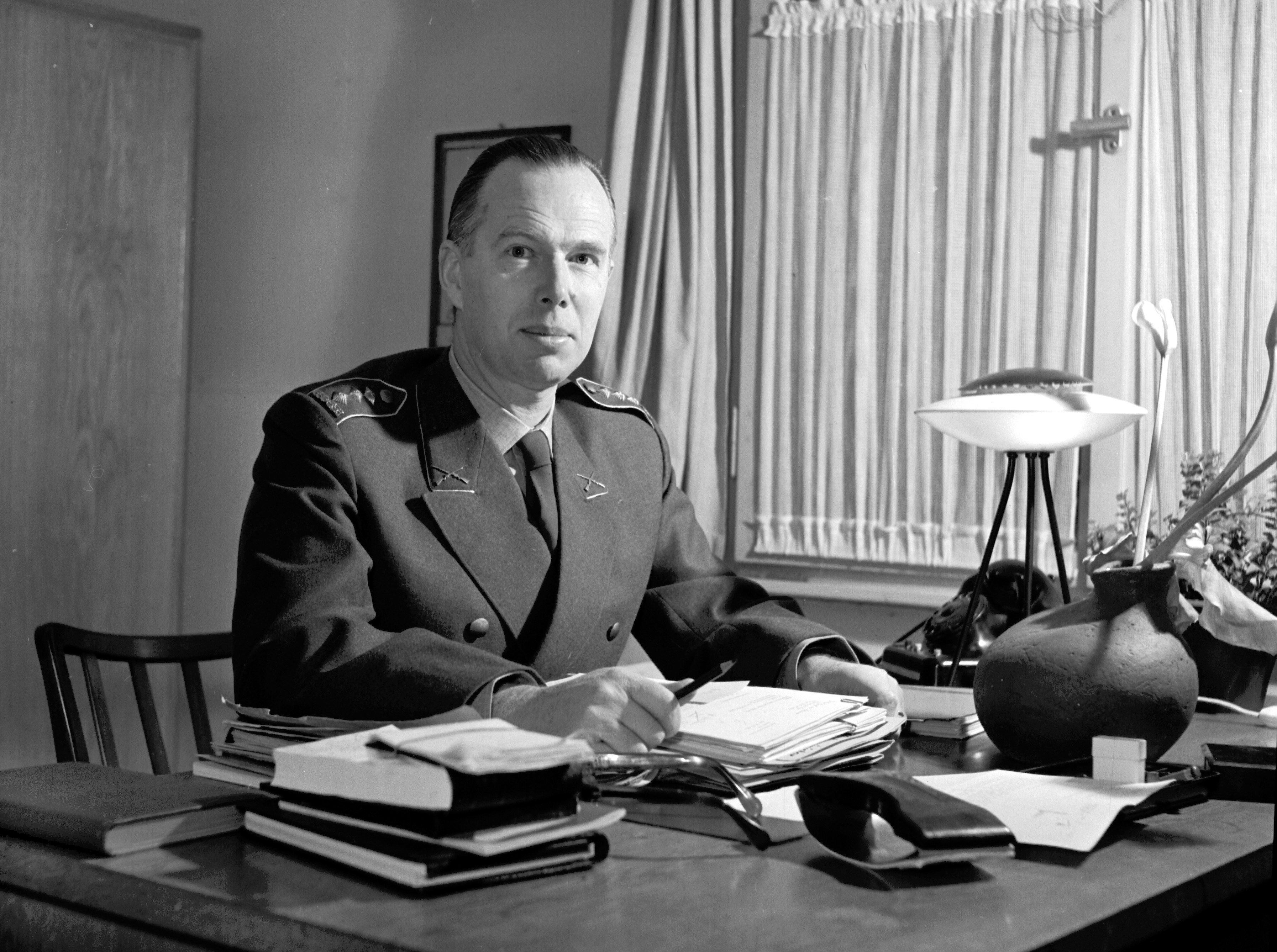
Wolf Graf Baudissin (etwa 1956)

Wolf Stefan Traugott Graf von Baudissin (* 8. Mai 1907 in Trier; † 5. Juni 1993 in Hamburg) war ein deutscher Offizier, zuletzt Generalleutnant des Heeres, Militärtheoretiker und Friedensforscher. Er war maßgeblich am Aufbau der Bundeswehr und insbesondere an der Entwicklung der Inneren Führung beteiligt.

## Herkunft und Familie
Graf Baudissin war Sohn des Verwaltungsjuristen und preußischen Beamten Theodor von Baudissin und seiner Frau Elise „Elis“ Anna Hermine (1885–1950) geb. von Borcke. Als Enkel von Traugott von Baudissin entstammt er dem ursprünglich oberlausitzischen, im Dreißigjährigen Krieg nach Schleswig-Holstein gekommenen Adelsgeschlecht Baudissin. Der Diplomat, Politologe und Jurist Georg von Baudissin war ein Cousin ersten, der Kunsthistoriker und SS-Führer Klaus Graf von Baudissin ein Cousin zweiten Grades.
Baudissin war mit der Bildhauerin Dagmar Burggräfin und Gräfin zu Dohna-Schlodien (1907–1995) verheiratet. Sie war eine Tochter des Juristen und Politikers Alexander Graf zu Dohna-Schlodien und dessen Ehefrau Elisabeth, geborene von Pommer Esche.

## Leben
Wolf von Baudissin wuchs in Neustadt in Westpreußen auf, wo sein Vater Landrat war. Nachdem der Vater 1920 zum Regierungspräsidenten in Marienwerder ernannt worden war, besuchte Wolf von Obertertia bis zum Abitur das Gymnasium Marienwerder. 1925/26 studierte er an der Friedrich-Wilhelms-Universität zu Berlin zwei Semester Rechtswissenschaft, Geschichte und Nationalökonomie. Anschließend trat er in Potsdam als Fahnenjunker in das hochnoble Infanterie-Regiment 9 („Graf Neun“) der Reichswehr ein.
Er kehrte jedoch bereits 1927 ins Zivilleben zurück, um eine landwirtschaftliche Ausbildung zu absolvieren. Nach deren Abschluss an der Technischen Hochschule München trat er 1930 wieder in den aktiven Dienst und wurde nach weiterer militärischer Ausbildung 1933 zum Leutnant befördert. Er wurde 1935 Regimentsadjutant im Infanterie-Regiment 9 und besuchte ab 1938 die Ausbildung zum Generalstabsoffizier an der Wehrmachtsakademie in Berlin.
1939 zum Hauptmann befördert, wurde er 1941 auf Wunsch Erwin Rommels zum Generalstab des Afrikakorps versetzt. Dort diente er als Dritter Generalstabsoffizier. Bei einem Passagierflug am 5. April 1941 mit einer Heinkel He 111 (Geschwaderkennung N6+IA) der Kurierstaffel Afrika geriet diese bei El Adem in feindliches Flugabwehrfeuer und musste notlanden. Dabei geriet er in britisch-australische Kriegsgefangenschaft, die er bis 1947 im Kriegsgefangenenlager Durringhile, Victoria, verbrachte. Während dieser Zeit wurde er in absentia zum Major befördert. Im Lager hatte er die Idee der so genannten „Kriegsgefangenenuniversität“. Dort unterrichteten die fachkundigen deutschen Kriegsgefangenen ihre Kameraden in Fächern wie Strategie, aber bereiteten sie auch auf ein Leben nach dem Krieg vor. Er wird im Entnazifizierungsverfahren der Nachkriegszeit als „entlastet“ (V) eingestuft.
Nach Deutschland zurückgekehrt, wurde Baudissin schon bald zu jener Gruppe von Militärexperten im Kabinett Adenauer I hinzugezogen, die im Oktober 1950 die geheime Himmeroder Denkschrift verfassten. Baudissin war der zweitjüngste im Kreise meist sehr viel höherrangiger ehemaliger Offiziere. Er befasste sich besonders mit dem inneren Gefüge künftiger Streitkräfte und wurde mit Johann Adolf Graf von Kielmansegg und Ulrich de Maizière zu einem der geistigen Väter der Reformkonzeption der Inneren Führung.
Er trat 1951 als Referatsleiter in das Amt Blank ein und wurde 1955 Unterabteilungsleiter im Verteidigungsministerium. 1956 als Oberst in die Bundeswehr übernommen, kommandierte Baudissin von 1958 bis 1961 eine Kampfgruppe, die spätere Panzergrenadierbrigade 4. 1961 wurde er als Abteilungsleiter Operations and Intelligence ins NATO-Hauptquartier Allied Forces Central Europe (AFCENT) nach Fontainebleau versetzt. Von 1963 bis 1965 war er Kommandeur des NATO Defense College in Paris und anschließend als Generalleutnant Stellvertretender Chef des Stabes für Planung und Operation beim NATO-Oberkommando Europa (SHAPE) in Paris und später in Casteau (Belgien).
Noch während seiner aktiven Dienstzeit trat Baudissin 1966 der Gewerkschaft Öffentliche Dienste, Transport und Verkehr (ÖTV) bei. Mit Erreichen der Altersgrenze trat er 1967 in den Ruhestand und wurde wissenschaftlich und politisch tätig. 1968 in die Sozialdemokratische Partei Deutschlands eingetreten, unterstützte Baudissin 1972 öffentlich den Wahlkampf von Willy Brandt.
Von 1971 bis 1984 war er Gründungsdirektor des Instituts für Friedensforschung und Sicherheitspolitik an der Universität Hamburg, wo er 1979 zum Professor ernannt wurde. 1980 bis 1986 war er außerdem Dozent für Außen- und Sicherheitspolitik an der heutigen Helmut-Schmidt-Universität/Universität der Bundeswehr Hamburg. Zudem war er Mitglied im Arbeitskreis Militär und Sozialwissenschaften.
Baudissin gab im Januar 1981 dem Darmstädter Politikwissenschaftler Gerhard Kade ein Interview zu Fragen der NATO-Strategie, das im selben Jahr in einem von Kade herausgegebenen Sammelband unter dem Titel Generale für den Frieden veröffentlicht wurde. Baudissin konnte damals nicht wissen, dass Kade inoffizieller Mitarbeiter (IM) der Staatssicherheit der DDR war, aber kurz nach Erscheinen des Bandes warf er Kade in einem Brief (22. Mai 1981) vor, er habe ihn für seine Agitation gegen den NATO-Doppelbeschluss missbraucht. Mit der Feststellung, Kade mangele es an der Achtung vor Andersdenkenden, brach er den Kontakt zu ihm ab. Baudissin war niemals Mitglied der von Kade im Anschluss an die Buchveröffentlichung organisierten und von Ost-Berlin finanzierten Gruppierung Generale für den Frieden, sein Mitwirken an dem Interviewband hat ihm allerdings diese Verleumdung eingetragen. Tatsächlich war Baudissin in den Debatten um die Nachrüstung einer der konsequentesten Verfechter des NATO-Doppelbeschlusses, wie nicht zuletzt sein Beitrag zum Band Leidenschaft zur praktischen Vernunft. Helmut Schmidt zum Siebzigsten bezeugt. Er sah sich sogar als Miturheber des Doppelbeschlusses.

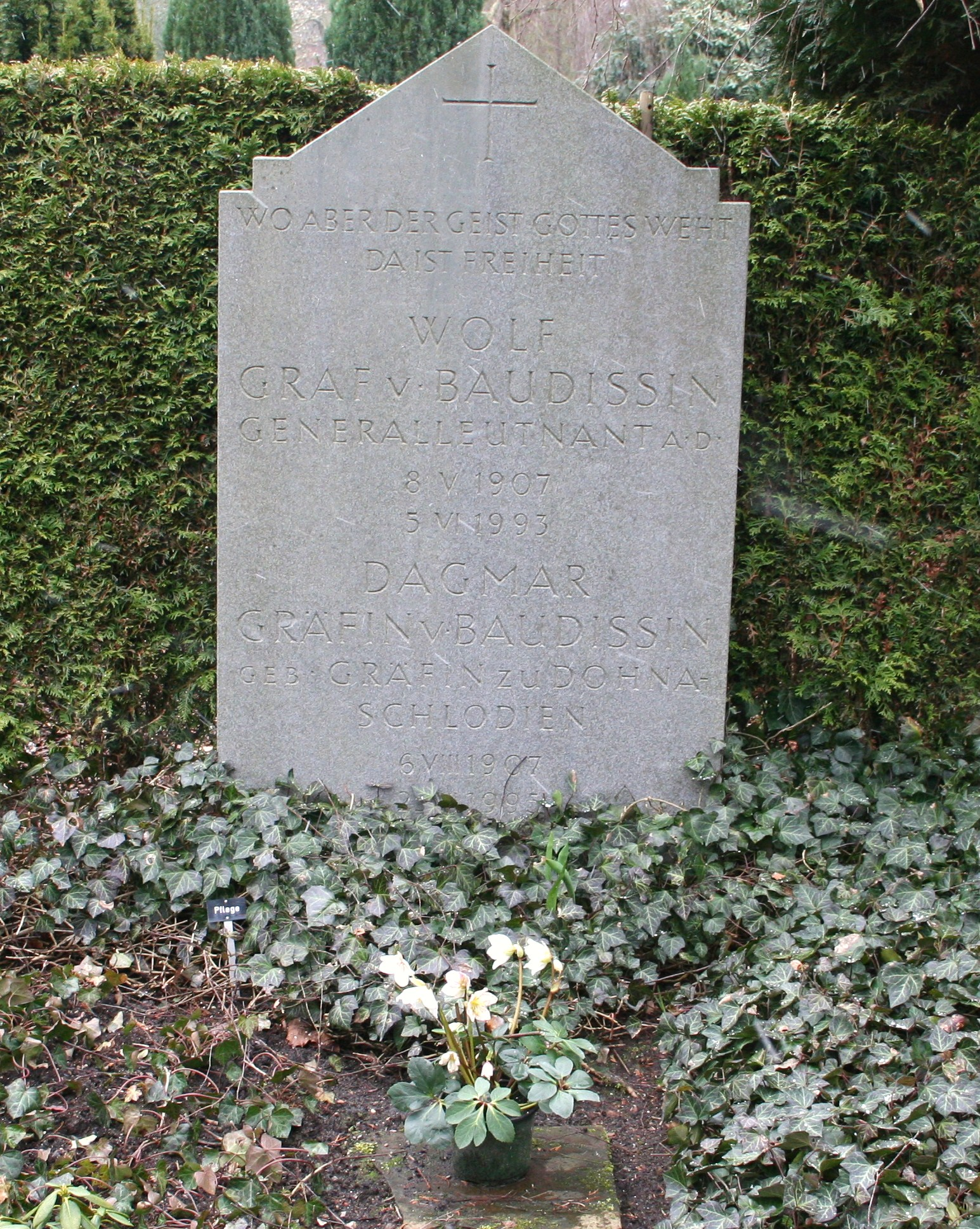
Grab von Wolf Graf und Dagmar Gräfin von Baudissin auf dem Friedhof Groß Flottbek in Hamburg

Das Ehepaar Baudissin ist auf dem Friedhof Groß Flottbek in Hamburg bestattet.

## Ehrungen
- Eisernes Kreuz II. und I. Klasse (1940)
- Freiherr-vom-Stein-Preis, mit den Generalen Graf von Kielmansegg und Ulrich de Maiziere (1965)
- Theodor-Heuss-Preis (1967)
- Verdienstorden der Bundesrepublik Deutschland, Großes Bundesverdienstkreuz mit Stern und Schulterband (1967)
- Heinz Herbert Karry-Preis (1985)
- Forum Wolf Graf v. Baudissin im Zentrum Innere Führung, Koblenz (19. April 1994)
- Umbenennung der Hamburger General-Schwartzkopff-Kaserne in Generalleutnant-Graf-von-Baudissin-Kaserne (7. Juni 1994)

## Schriften
- Soldat für den Frieden. Entwurf für eine zeitgemäße Bundeswehr. Beiträge 1951–1969. Piper, München 1969 (Neuauflage 1982, ISBN 3-492-01792-4)
- Nie wieder Sieg. Programmatische Schriften 1951–1981. Hrsg. von Cornelia Bührle und Claus von Rosen. Piper, München 1984, ISBN 3-492-00542-X
- … als wären wir nie getrennt gewesen. Briefe von Wolf Graf von Baudissin und Dagmar Gräfin zu Dohna. Hrsg. von E. Knoke. Bouvier, Bonn 2001, ISBN 3-416-02987-9
- Graf von Baudissin. Als Mensch hinter den Waffen. Quellenedition, herausgegeben und kommentiert von Angelika Dörfler-Dierken. Vandenhoeck & Ruprecht, Göttingen 2006, ISBN 3-525-57121-6 (Rezension)